# سورن نالباندیان
سورن نالباندیان (ارمنی: Սուրեն Նալբանդյան زاده ۳ ژوئن ۱۹۵۶ در گغارد) کشتی‌گیر سابق در رشته فرنگی اهل ارمنستان است که در بازی‌های المپیک تابستانی ۱۹۷۶ مونترال در وزن ۶۸ کیلوگرم برندهٔ یک مدال طلا شد. نالباندیان همچنین در مسابقات قهرمانی کشتی اروپا در سال ۱۹۷۶ در لنینگراد در وزن ۶۲ کیلوگرم برنده یک مدال برنز و در سال ۱۹۷۷ در بورسا در وزن ۶۸ کیلوگرم برنده یک مدال طلا شد.
عنوان‌های استاد افتخاری ورزشی اتحاد شوروی و نشان افتخاری اتحاد شوروی در سال ۱۹۷۶ به وی اعطا گردید.